# فضائح صامتة (فلم)
فضائح صامتة (بالإنجليزية: Silent Scandals) هو فيلم درامي رومانسي نيجيري صدرَ عام 2009 من تأليف وإنتاج فيفيان إيجيكي وإخراج تي كي فالوب ومن بطولة جنيفيف نناجي ومجيد ميشيل وتشيلسيا إيزي ويوشي جومبو وإيبيلي أوكارو-أونييكي. فازت تشيلسيا إيزي بجائزة أفضل ممثلة واعدة عن دورها في الفيلم في حفل توزيع جوائز أكاديمية الأفلام الأفريقية السادس.

## طاقم التمثيل
- جنيفيف نناجي في دور جيسي
- مجيد ميشيل في دور نيتو
- تشيلسيا إيزي في دور إيلا
- أوتشي جومبو في دور موكي
- إيبيلي أوكارو-أونييكي في دور السيدة هيلين أوباكا
- إمي بيشوب يوموه في دور أكبان
- ستان يو ندو في دور جاي جاي
- إسحاق ديفيد في دور الحاج دانلادي
- بيتشمان أكبوتا في دور إيتيم
- دامي سليمان في دور تونيا
- تيسي أوراجوا في دور تينا
- أولاديميجي آليمي في دور مساعد الحاج
- كيليتشي أمادي أوبي في دور المصوّر